# Ветошкіно (Арзамаський район)
Ветошкіно (рос. Ветошкино) — село в Арзамаському районі Нижньогородської області Російської Федерації.
Населення становить 298 осіб. Входить до складу муніципального утворення Слизневська сільрада.

## Історія
Від 2009 року входить до складу муніципального утворення Слизневська сільрада.

## Населення
| 1999 | 2002 | 2010 |
| ---- | ---- | ---- |
| 427  | ↘345 | ↘298 |